# Il gentiluomo cocchiere
Il gentiluomo cocchiere (The Man on the Box) è un film muto del 1925 diretto da Charles Reisner; è il remake di un altro The Man on the Box, una pellicola del 1914 diretta da Oscar C. Apfel.
La sceneggiatura si basa su The Man on the Box, romanzo di Harold McGrath pubblicato a Indianapolis nel 1904 da cui fu tratto l'omonimo lavoro teatrale di Grace Livingston Furniss andato in scena a Broadway all'Hoyt's Theatre il 3 ottobre 1905.

## Trama
Bob Warburton, un giovane scapolo benestante, si innamora di Betty Annesly e, per poterle stare vicino, si fa assumere come giardiniere dal padre di lei, il colonnello Annesley. La ragazza scopre però lo stratagemma del suo ammiratore e, per dargli una lezione, insiste perché il nuovo giardiniere serva a tavola durante un pranzo importante. Bob rifiuta l'incombenza e così viene rimpiazzato dal maggiordomo del conte Karloff che si offre, per l'occasione, di cederlo in prestito al padrone di casa. Bob si accorge che Badkoff, il maggiordomo, è un agente nemico incaricato di rubare al padre di Betty i piani segreti di un elicottero. Travestito da cameriera, Bob mette i bastoni tra le ruote alla spia, salvando i preziosi documenti. Alla fine, conquista anche la bella Betty, portandola all'altare.

## Distribuzione
Il copyright del film, richiesto dalla Warner Bros. Pictures, Inc., fu registrato il 12 settembre 1925 con il numero LP21819.
Distribuito dalla Warner Bros., uscì nelle sale cinematografiche statunitensi l'11 (o il 17) ottobre del 1925 dopo essere stato presentato in prima a New York il 12 settembre 1925.
In Italia, uscì nel 1927, distribuito dalla Pittaluga.

### Conservazione
Copia della pellicola (positivo 16 mm) viene conservata negli archivi dell'EmGee Film Library e in collezioni private. Copie incomplete si trovano negli archivi del George Eastman House di Rochester e all'UCLA Film And Television Archive di Los Angeles.